# Hibbertia persquamata
Hibbertia persquamata är en tvåhjärtbladig växtart. Hibbertia persquamata ingår i släktet Hibbertia och familjen Dilleniaceae.

## Underarter
Arten delas in i följande underarter:
- H. p. ampliata
- H. p. persquamata